# Caroça

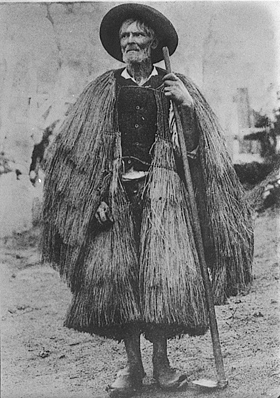
Camponês do Alto Douro em inícios do século XX, envergando croça.

Croça, caroça, coroça ou palhoça é uma capa feita com colmo ou junco e tradicional do Nordeste de Portugal, usada por pastores e camponeses para se protegerem da chuva.